# Associazione Calcio Meda 1913
L'A.C. Meda 1913, nota in precedenza come Associazione Calcio Meda 1913 e, dal 2004 al 2010, come A.S.D. Città di Meda 1913, è una società calcistica di Meda (MB).
I colori sociali societari sono il bianco ed il nero, derivanti dall'antico stemma comunale. La divisa di gioco riproduce gli stessi a strisce verticali.

## Storia
Fondata originariamente nel 1913 da un gruppo di cittadini appassionati di calcio, ha disputato nel corso della sua storia 11 campionati di serie C2. Per la stagione 2004-2005 viene esclusa dal campionato di C2 con delibera della FIGC. In base a quanto previsto dal lodo Petrucci, venne fondato nel 2004 l'A.S.D. Città di Meda 1913 che ripartì dal campionato di Eccellenza. Al termine della stagione 2009-10 terminata con la retrocessione in Promozione, la società abbandona il panorama calcistico regionale. Il 17 giugno 2010 viene fondata una nuova società, l'A.C. Meda 1913 che, iniziando dal settore giovanile, in una decina d'anni scala i campionati minori e raggiunge il campionato di Eccellenza.

## Palmarès

### Competizioni nazionali
- Campionato Nazionale Dilettanti: 1

1998-1999 (girone B)

### Competizioni regionali
- Promozione: 2

1969-1970 (girone A, Lombardia), 1992-1993 (girone B)
- Seconda Categoria: 1

2015-2016 (girone U)

### Altri piazzamenti
- Campionato Nazionale Dilettanti:

Terzo posto: 1995-1996 (girone B)
- Eccellenza:

Secondo posto: 1993-1994 (girone A)
- Promozione:

Secondo posto: 1991-1992 (girone B), 2007-2008 (girone B)
- Scudetto Dilettanti:

Finalista: 1998-1999
- Coppa Italia Dilettanti Lombardia:

Finalista: 1992-1993, 1993-1994

## Strutture

### Stadio
Inizialmente la squadra utilizzava come impianto di gioco lo stadio comunale di via Busnelli, in precedenza denominato campo Dopolavoro Forlani o campo del Littorio, per poi trasferirsi presso lo stadio Città di Meda, dal 2023 intitolato alla memoria di Fermo Favini (Mino), illustre esponente del calcio medese. Entrambi questi impianti ricadono nell'area del bosco delle Querce.